# Psilochorus pallidulus
Psilochorus pallidulus is een spinnensoort uit de familie trilspinnen (Pholcidae). De soort komt voor in Verenigde Staten en Mexico.